# شارده
شارده (شاردن)، روستایی از توابع بخش افزر شهرستان قیر و کارزین در استان فارس ایران است.

## جمعیت
این روستا در دهستان زاخرویه قرار دارد و براساس سرشماری مرکز آمار ایران در سال ۱۳۸۵، جمعیت آن ۲۶۰ نفر (۴۸خانوار) بوده‌است.